# Flavius Domide
Flavius Virgil Domide (* 11. Mai 1946 in Arad) ist ein ehemaliger rumänischer Fußballspieler. Er bestritt 342 Spiele in der höchsten rumänischen Fußballliga, der Divizia A, und gehörte dem rumänischen Aufgebot für die Fußball-Weltmeisterschaft 1970 an.

## Karriere
Domide begann im Jahr 1959 mit dem Fußballspielen bei UTA Arad. Im Sommer 1966 rückte er in den Kader der ersten Mannschaft auf, die in der höchsten rumänischen Spielklasse, der Divizia A, vertreten war. Nach wenigen Einsätzen in der Saison 1966/67 und vermehrten Einsatzzeiten in der darauf folgenden Spielzeit wurde er in der Saison 1968/69 zum Stammspieler. Im Jahr 1969 konnte er mit seiner Mannschaft ebenso wie ein Jahr darauf die rumänische Meisterschaft feiern. Mit elf Treffern gelang ihm 1969/70 seine beste Torausbeute. Während der Klub im Europapokal der Landesmeister 1969/70 in der ersten Runde klar Legia Warschau unterlag – Domide gelang der Ehrentreffer –, konnte er ein Jahr später nach zwei Unentschieden gegen Feyenoord Rotterdam aufgrund der Auswärtstorregel in die nächste Runde einziehen, schied dort aber gegen Roter Stern Belgrad aus.
Die Saison 1971/72 konnte Domide mit seinem Klub auf dem vierten Platz beenden und zog in den UEFA-Pokal ein. Dort trug er mit fünf Toren dazu bei, dass UTA nach Siegen gegen Austria Salzburg, Zagłębie Wałbrzych und Vitória Setúbal ins Viertelfinale einzog, dort jedoch gegen den späteren Sieger Tottenham Hotspur ausschied. Mit der Vizemeisterschaft 1973 endete die erfolgreiche Zeit des Vereins und er fiel in den folgenden Jahren ins Mittelfeld der Divizia A zurück. Domide blieb seinem Heimatverein auch treu, als dieser in der Spielzeit 1975/76 erstmals um die Klassenverbleib kämpfen musste. Nach dem Abstieg im Jahr 1979 beendete er seine aktive Laufbahn.

## Nationalmannschaft
Domide bestritt 18 Spiele für die rumänische Nationalmannschaft und erzielte dabei drei Tore. Sein Debüt hatte er am 6. November 1968, als er im Freundschaftsspiel gegen den amtierenden Weltmeister England (0:0) in der 77. Minute für Nicolae Dobrin eingewechselt wurde. Schon in seinem zweiten Einsatz am 23. November 1968 im WM-Qualifikationsspiel gegen die Schweiz (2:0) konnte er sich erstmals in die Torschützenliste eintragen. In den folgenden Jahren gehörte er regelmäßig dem Team von Nationaltrainer Angelo Niculescu an, der ihn im Jahr 1970 in sein Aufgebot für die Weltmeisterschaft in Mexiko berief. Dort kam er jedoch nicht zum Einsatz.
Auch in der folgenden EM-Qualifikation gehörte Domide zum Kreis der Nationalmannschaft, wurde aber im Jahr 1971 zunächst nicht mehr berücksichtigt und kehrte erst im November 1971 gegen die Tschechoslowakei wieder ins Team zurück. Er gehörte im Mai 1972 derjenigen Mannschaft an, die im EM-Viertelfinale erst in einem Entscheidungsspiel gegen Ungarn ausschied. Am 20. September 1972 bestritt er im WM-Qualifikationsspiel gegen Finnland sein letztes Länderspiel.

## Erfolge
- WM-Teilnehmer: 1970 (Ersatzspieler)
- EM-Viertelfinale: 1972
- Rumänischer Meister: 1969, 1970
- Rumänischer Pokal-Finalist: 1966
- Viertelfinale im UEFA-Pokal: 1972